# Танки мишић
Танки мишић (лат. musculus procerus) је парни мишић главе, који прекрива део чеоне и одговарајуће носне кости, и горњи део носне хрскавице. Чини га неколико усправних мишићних снопова, који се пружају наниже од чеоног дела (трбуха) потиљачно-чеоног мишића до носне кости на којој се припаја.
Танки мишић је инервисан од гранчица фацијалног живца, а својим дејством ствара хоризонталне наборе на кожи корена носа и спушта кожу повије. Такође доприноси експресији беса, па га сврставају у категорију мимичних мишића.